# 金の波 千の波
「金の波 千の波」は、新居昭乃の12作目のシングル。2008年1月23日にFlyingDogから発売された。

## 概要
- 前作「キミヘ ムカウ ヒカリ」から約1年6ヶ月ぶりのリリース。
- テレビアニメ『ARIA The ORIGINATION』のエンディングテーマと挿入歌のタイアップがついている。

## 収録曲
1. 金の波 千の波
作詞・作曲：新居昭乃 / 編曲：保刈久明
テレビアニメ『ARIA The ORIGINATION』エンディングテーマ
2. 鳥かごの夢
作詞・作曲：新居昭乃 / 編曲：保刈久明
テレビアニメ『ARIA The ORIGINATION』挿入歌
3. 金の波 千の波（w/o akino）
4. 鳥かごの夢（w/o akino）